# Trinity Rodman
Trinity Rain Moyer-Rodman (Newport Beach, 20 de maio de 2002) é uma futebolista estadunidense que atua como zagueiro. Atualmente joga pelo Washington Spirit.

## Início da vida
Rodman nasceu em Newport Beach, Califórnia, filha de Michelle Moyer e do ex-jogador profissional de basquete Dennis Rodman. Ela e seu irmão, DJ Rodman, foram criados principalmente por sua mãe no sul da Califórnia. Ela também tem uma meia-irmã. Rodman começou a jogar futebol aos quatro anos de idade e disse que "parecia estar em casa" quando tinha sete ou oito anos. Ela foi encorajada por sua mãe e irmã a perseguir seu sonho de se tornar uma jogadora profissional de futebol.
Ela começou a jogar futebol de clube com o SoCal Blues aos dez anos de idade. Seu time ganhou quatro campeonatos nacionais na Elite Clubs National League (ECNL) e manteve uma seqüência invicta de cinco anos. Rodman frequentou e jogou pela Corona del Mar High School por um ano como caloura antes de se transferir para a JSerra Catholic High School na vizinha San Juan Capistrano, mas não jogou pela escola.
Rodman inicialmente se comprometeu a jogar futebol universitário pelo UCLA Bruins antes de decidir seguir seu irmão mais velho para o Washington State Cougars a partir da temporada de 2020. No entanto, ela nunca jogou uma partida na faculdade, pois sua temporada de caloura foi cancelada devido à pandemia de COVID-19 e ela decidiu se tornar profissional.

## Carreira
Aos 18 anos, Rodman se tornou a jogadora mais jovem a ser convocada na história da NWSL quando o Washington Spirit a selecionou como sua primeira escolha de draft (segunda no geral) no Draft de faculdades da NWSL de 2021. Antes de ser convocada pelo Spirit, Rodman nunca tinha estado em Washington, DC.
Em 10 de abril de 2021, Rodman fez sua estreia profissional durante uma partida da NWSL Challenge Cup de 2021, marcando um gol cinco minutos após ser substituída. Ela competiu em todas as quatro partidas do Spirit durante a Challenge Cup. Ela deu assistência no gol da vitória marcado por Ashley Sanchez na vitória do time por 1 a 0 sobre o Racing Louisville FC em 15 de abril. O Spirit terminou em quarto lugar na Divisão Leste com um recorde de 1–2–1.
Durante a temporada de 2021 da NWSL, Rodman foi o segundo maior artilheiro do Spirit com sete gols. O time terminou em terceiro lugar durante a temporada regular com um recorde de 11–7–6 e avançou para os playoffs. Depois que o Spirit derrotou o North Carolina Courage por 1–0, Rodman marcou na vitória do Spirit por 2–1 contra o OL Reign para avançar para a final, onde enfrentaram o Chicago Red Stars. Rodman ajudou a levar o Spirit ao seu primeiro campeonato da liga com uma assistência no gol da vitória marcado por Kelley O'Hara. Aos 19 anos, Rodman se tornou o jogador mais jovem na história da liga a registrar uma assistência nos playoffs.
Em 17 de novembro de 2021, Rodman foi nomeada Novata do Ano da NWSL e para o Melhor XI da NWSL. Ela ganhou as honras de Jogadora Jovem Feminina do Ano da US Soccer no mês seguinte. Em 2 de fevereiro de 2022, Rodman assinou uma extensão de contrato com o Washington Spirit até depois da temporada de 2024, com opção para 2025. Foi relatado que o novo contrato valia US$ 1,1 milhão, tornando Rodman a jogadora mais bem paga da história da NWSL.
Em 13 de agosto de 2022, Rodman foi indicada para o Ballon d'Or Féminin. Ela foi indicada para o prêmio ESPY de Melhor Atleta Revelação. Durante a temporada de 2023, Rodman marcou um gol e uma assistência contra o San Diego Wave. Ela marcou um gol no terceiro minuto contra o Racing Louisville FC em 3 de junho.
Em janeiro de 2022, Rodman foi nomeada para o acampamento da seleção nacional sênior pela primeira vez antes da Copa SheBelieves de 2022. Ela fez sua estreia na seleção nacional em 17 de fevereiro de 2022, em um empate por 0 a 0 com a República Tcheca no torneio, e marcou seu primeiro gol em 12 de abril de 2022, em um amistoso contra o Uzbequistão, em sua terceira aparição na seleção nacional. Em junho de 2022, Rodman foi nomeada para a lista dos EUA para a equipe do Campeonato CONCACAF W de 2022.

## Títulos
Estados Unidos
- Jogos Olímpicos: 2024 (medalha de ouro)
- Campeonato Feminino da CONCACAF: 2022
- Copa Ouro: 2024
- SheBelieves Cup: 2022, 2023, 2024